# 城山英明
城山 英明（しろやま ひであき、1965年 - ）は、日本の行政学者。専門は、科学技術と公共政策、政策形成過程、国際行政論。東京大学公共政策大学院教授。
東京大学法学部第3類（政治コース）卒業。東京大学法学部助手を経て、2006年、東京大学大学院法学政治学研究科教授（行政学、国際行政論担当）、2010年8月、公共政策大学院教授を兼務。東京大学政策ビジョン研究センターセンター長（2010年8月 - 2014年3月）、東京大学公共政策大学院院長（2014年4月 - 2016年3月）、東京大学未来ビジョン研究センターセンター長（2021年4月 - 2023年3月）を歴任。

## 著書

### 単著
- 『国際行政の構造』（東京大学出版会, 1997年）
- 『国際援助行政』（東京大学出版会, 2007年）
- 『国際行政論』（有斐閣, 2013年）
- 『MINERVA政治学叢書（5）科学技術と政治』（ミネルヴァ書房, 2018年）

### 編著
- 『科学技術ガバナンス』（東信堂, 2007年）
- 『政治空間の変容と政策革新（6）科学技術のポリティクス』（東京大学出版会, 2008年）
- （村松岐夫・恒川惠市監修）『大震災に学ぶ社会科学（3）福島原発事故と複合リスク・ガバナンス』（東洋経済新報社, 2015年）
- 『グローバル保健ガバナンス』（東信堂, 2020年）

### 共編著
- （鈴木寛・細野助博）『中央省庁の政策形成過程――日本官僚制の解剖』（中央大学出版部, 1999年）
- （細野助博）『続・中央省庁の政策形成過程――その持続と変容』（中央大学出版部, 2002年）
- （田所昌幸）『国際機関と日本――活動分析と評価』（日本経済評論社, 2004年）
- （山本隆司）『融ける境　超える法（5）環境と生命』（東京大学出版会, 2005年）
- （西川洋一）『法の再構築（3）科学技術の発展と法』（東京大学出版会, 2007年）
- （鈴木達治郎・松本三和夫）『エネルギー技術の社会意思決定』（日本評論社, 2007年）
- （石田勇治・遠藤乾）『紛争現場からの平和構築――国際刑事司法の役割と課題』（東信堂, 2007年）
- （大串和雄）『政治空間の変容と政策革新（1）政策革新の理論』（東京大学出版会, 2008年）
- （鈴木達治郎・角和昌浩）『日本の未来社会――エネルギー・環境と技術・政策』（東信堂, 2009年）
- （奥脇直也）『北極海のガバナンス』（東信堂, 2013年）

### 訳書
- スティーブン・ゴールドスミス（英語版）、ウィリアム・D・エッガース（英語版）『ネットワークによるガバナンス――公共セクターの新しいかたち』（学陽書房, 2006年）
- ローレンス・E・サスカインド（英語版）、ジェフリー・L・クルックシャンク（wikidata）『コンセンサス・ビルディング入門――公共政策の交渉と合意形成の進め方』（有斐閣, 2008年）